# محمود رضا (ممثل)

محمود رضا (ممثل)

محمود رضا (بالإنجليزية: Mahmoud Reda) ممثل مصري من الرعيل الأول للسينما المصرية  عمل في الأدوار المساعدة في العديد من الأفلام بعد سنوات قليلة من بداية السينما الناطقة في مصر
بدأ مشواره الفني في نهاية الثلاثينيات مع فيلم «الدفاع» للمخرج يوسف وهبي عام 1937 حتى احتجابه في 1953 من خلال فيلم «دهب» للمخرج أنور وجدي.
اشترك في معظم أفلام السيدة «أم كلثوم». توفي في 22 فبراير 1959 ورصيده السينمائي هو تمثيل 46 فيلماً خلال 16 عاماً.

## أهم أفلامه
فيلم «الدفاع» للمخرج يوسف وهبي عام 1935
فيلم «سلامة» للمخرج توجو مزراحي عام 1945
فيلم «لهاليبو» للمخرج حسين فوزي عام 1949
فيلم «المليونير» للمخرج حلمي رفلة عام 1950
فيلم «فيروز هانم» للمخرج عباس كامل عام 1951
فيلم «دهب» للمخرج أنور وجدي عام 1953

## وصلات خارجية
- محمود رضا على موقع IMDb (الإنجليزية)
- محمود رضا على موقع قاعدة بيانات الأفلام العربية
- محمود رضا على موقع قاعدة بيانات الفيلم (الإنجليزية)
- محمود رضا على موقع الدهليز
- محمود رضا على موقع كاروهات